# Ectropothecium cupressoides
Ectropothecium cupressoides är en bladmossart som beskrevs av Mitten 1869. Ectropothecium cupressoides ingår i släktet Ectropothecium och familjen Hypnaceae. Inga underarter finns listade i Catalogue of Life.